# Fort Ševčenko
Fort Ševčenko (in russo: Форт-Шевченко) è una città del Kazakistan situata nella regione di Mangghystau; si affaccia sul Mar Caspio ed è capoluogo del distretto di Tupqaraǧan. Nel 2008 possedeva una popolazione di 6 076 abitanti.
Si trova presso la punta occidentale della penisola di Mangyschlak, sul Capo Tjub Karagan. Il sito è utilizzato come base navale della marina del Kazakistan.

## Storia
La città venne fondata nel 1846 come fortezza militare con il nome di Nowopetrowskoje (Новопетровское). Dal 1857 al 1939 venne rinominata Fort Aleksandrowskij (Форт-Александровский), e successivamente assunse il nome corrente, in onore del poeta ucraino Taras Sevchenko, che vi trascorse alcuni anni in esilio da coscritto.